# Daviscardia luctuosa
Daviscardia luctuosa är en fjärilsart som beskrevs av Walsingham 1914. Daviscardia luctuosa ingår i släktet Daviscardia och familjen äkta malar.
Artens utbredningsområde är Costa Rica. Inga underarter finns listade i Catalogue of Life.